# Односи Југославије и Гане
Односи Југославије и Гане су били историјски спољни односи између Гане и СФР Југославије. Формални дипломатски односи на нивоу амбасаде успостављени су 1959. године. Обе земље су биле државе оснивачи Покрета несврстаних на Конференцији несврстаних 1961. у Београду. Председник Југославије Јосип Броз Тито је у своју прву државну посету Гани боравио 1961. године, само годину дана након потпуне независности Доминиона Гане.

## Историја
Неформални контакти покренути су још 1956. године када је иницијативом Ганца Ерика Нкрумаа упућен неуспешан предлог југословенској делегацији при Уједињеним нацијама да посети Југославију. Предлог није био изводљив за делегацију па је одбијен. Дана 24. новембра 1958. састанак Старатељског савета Гане и Југославије, заједно с Индијом и Ираком, затражили су Генералног секретара УН-а Дага Хамаршелда да сазове специјалну седницу Генералне скупштине Уједињених нација ради разматрања питања будућности територија под поверењем Британског Камеруна и Француског Камеруна.
Током дипломатске турнеје председника Тита 1961. године председник Гане Кваме Нкрума је југословенском председнику поклонио „мушке папуче“ које симболизују спремност на дуго путовање, уз поруку која се односи на добре дугорочне резултате Титове посете. Председник Југославије је био први страни лидер који је позван да се обрати Парламенту Гане од независности 1957. године. Југословенска делегација је Нкруми поклонила ауто Црвена застава 1100, а његовој супрузи Фатији комплет љубичастих кристалних тањира. Остали поклони су рендгенски апарат „Морава” граду Акра, биоскопски пројектор за Универзитет у Гани и радио и два комплета играчака за градску болницу. Југославија је одобрила кредите Гани, послала стручњаке и помогла Гани да изгради поморску базу. Економски односи у раним годинама су били скромни, али су расли са увозом Гане из Југославије у износу од 15.383 ГБП 1958. године, 72.380 ГБП 1959. и 241.462 ГБП 1960. године.
Веће националног ослобођења је након пуча 1966. протерало кинеске и совјетске стручњаке из земље, али није предузело никакве мере против југословенских стручњака који су остали у Гани.
Фолклорни музички ансамбл „Танец” из Скопља, посетио је Гану 1968. године.